# Герб Краснокамска
Герб Краснокамска — официальный символ города Краснокамск Пермского края Российской Федерации.
Ныне действующий герб Краснокамска утверждён решением Краснокамской городской Думы от 19 сентября 2018 года № 12.

## Геральдическое описание герба
Основой герба является гербовый щит, в зеленом поле которого серебряная, волнистая левая перевязь, окантованная червленью и тонко окантованная золотом.
В вольной части - герб Пермского края. Щит увенчан муниципальной короной, установленного образца.
Герб Краснокамского городского округа Пермского края может использоваться и без герба Пермского края.
Геральдическое описание является эталоном герба Краснокамского городского округа Пермского края.

## Обоснование символики
Герб Краснокамского городского округа представляет собой гербовый щит, в зеленом поле которого серебряная волнистая перевязь, окантованная червленью и тонко окантованная золотом, символизирует красу и гордость района - Красную Каму (красивую Каму), на берегу которой расположен город Краснокамск - административный центр Краснокамского городского округа.
Красивая Кама стала основанием для наименования нового города, возникшего при строительстве крупнейшего в России целлюлозно-бумажного комбината.
Главное изделие комбината - бумага, изображено на гербе Краснокамского городского округа Пермского края в виде серебряной волнистой ленты, наложенной на червленую. Зеленое поле свидетельствует о лесных богатствах Краснокамского городского округа, подчеркивает изобилие сельскохозяйственной продукции и является символом надежды и радости.
В соответствии с системой корон, разработанной Геральдическим советом, гербовый щит увенчан золотой короною, утверждающей, что настоящий герб является гербом городского округ

## История
Первый герб Краснокамска был утверждён в 1983 году. Описание герба: «На сине-красном геральдическом щите изображение рулона бумаги, металлической сетки, высоковольтной опоры, колонны комплекса нефтепереработки, нефтяной вышки и корпуса теплоэлектроцентрали».

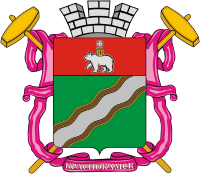
Герб Краснокамска 1998 года

В 1999 году разрабатывался проект нового герба Краснокамска, он был утвержден решением городской Думы 8 февраля 1999 года №16. Описание проекта герба: «Гербовой щит, поле зеленое, склонен вправо волнистой червленой перевязью, обрамленной золотыми полосами, на которую наложена волнистая серебряная лента. Во главе щита занимающий 1/3 по вертикали герб Пермской области.
Герб может использоваться и без герба области. Щит увенчан серебряной башенною короною о трех зубцах. За щитом два накрест положенных золотых молотка, соединенные червленой лентой. Под гербовым щитом на червленой ленте золотыми буквами наименование "Краснокамск"».

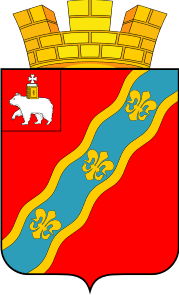
Герб Краснокамска 2008 года

28 мая 2008 года официальные символы Краснокамского городского поселения утверждены Решением Думы Краснокамского городского поселения от 28 мая 2008 года №47 "Об утверждении официальных символов Краснокамского городского поселения" был утверждён герб Краснокамска, разработанный группой художников. Описание герба: "В червленом поле лазоревая волнистая левая перевязь, тонко окаймленная золотом и обремененная сообразно своему наклону тремя лилиями того же металла. В вольной части - герб Пермского края".